# Club MTV
Club MTV este un canal deținut de Paramount Global și este dedicat muzicii electronice. Acesta a înlocuit canalul MTV Dance pe 23 mai 2018 în Regatul Unit și pe 1 iunie 2020 în Europa Centrală și de Est. Postul difuzează muzică dance, EDM, trance, house, rave, club, eurodance și câteodată muzică urban.
Canalul Club MTV împreună cu MTV Rocks și MTV OMG au încetat emisia în Regatul Unit pe 20 iulie 2020, iar programarea Club MTV se va muta la MTV Base. În prezent, Club MTV continuă în Europa Centrală și de Est.

## Programe difuzate în prezent
- Non-Stop Bangerz!
- Dance Anthems!
- Big Tunes!
- Big Weekend Tunes!
- 100% Party Tunes!
- Club Bangers!
- Club Caliente!
- Club Classics
- Reload! Club Classics
- Friday Club Feels
- Best Of ....(2020, 2021, etc.) Club MTV's Most Played 50
- We Love Deep House! Top 50
- Weekend Warm-Up!
- 100% 10s! Bank Holiday Weekend Party!
- Ultimate Rap & R&B
- 50 Superstar DJs!
- 50 Stars of R&B & Hip-Hop!